# Gerinnungsselbstmanagement
Beim Gerinnungsselbstmanagement (auch INR-Selbstmessung) erfolgt die Dosierung bestimmter ärztlich verordneter Medikamente zur Hemmung der menschlichen Blutgerinnung nicht wie in den meisten Fällen durch einen Arzt, sondern durch den Patienten selbst. Er muss dafür selbstständig einen Schnelltest zur Bestimmung des INR-Wertes (veraltet „Quickwert“) durchführen. Der INR-Wert ist ein laborchemisch ermittelter Parameter, der Rückschlüsse auf die Funktionsleistung des Systems der Blutgerinnung im Körper zulässt. Der gemessene Wert bestimmt die nächste Medikamentendosis, sodass möglichst ein vom Arzt vorgegebener Zielwert erreicht wird. Das Gerinnungsselbstmanagement ist für Patienten die dem Verfahren zustimmen, deren Arzt sie unterstützt, die in der Lage sind alle Schritte durchzuführen und die sich durch medizinisches Fachpersonal schulen lassen, eine sichere Variante um die Therapie mit blutgerinnungshemmenden Tabletten zu steuern.

## Orale Antikoagulation
Der Fachbegriff für Gerinnungshemmung ist „Antikoagulation“. Gerinnungshemmer in Tablettenform werden deshalb auch „orale Antikoagulantien“ genannt. Nur einige bestimmte orale Antikoagulantien benötigen eine engmaschige Kontrolle durch den Arzt oder durch Gerinnungsselbstmanagement. Beispielsweise in manchen Fällen nach der Implantation einer künstlichen Herzklappe oder bei der Herzrhythmusstörung Vorhofflimmern. Patienten werden dann unter Umständen durch ihren Arzt mit einer speziellen Gruppe von blutgerinnungshemmenden Medikamente behandelt, den Cumarinen (auch Vitamin-K-Antagonisten). Die Dosisbestimmung von Cumarinen erfolgt meistens anhand des gemessenen INR-Werts. Bei einer lebenslangen Therapie muss dieser Wert also intervallartig durch den Arzt oder im Rahmen des Gerinnungsselbstmanagements durch den Patienten gemessen werden.

## Messverfahren

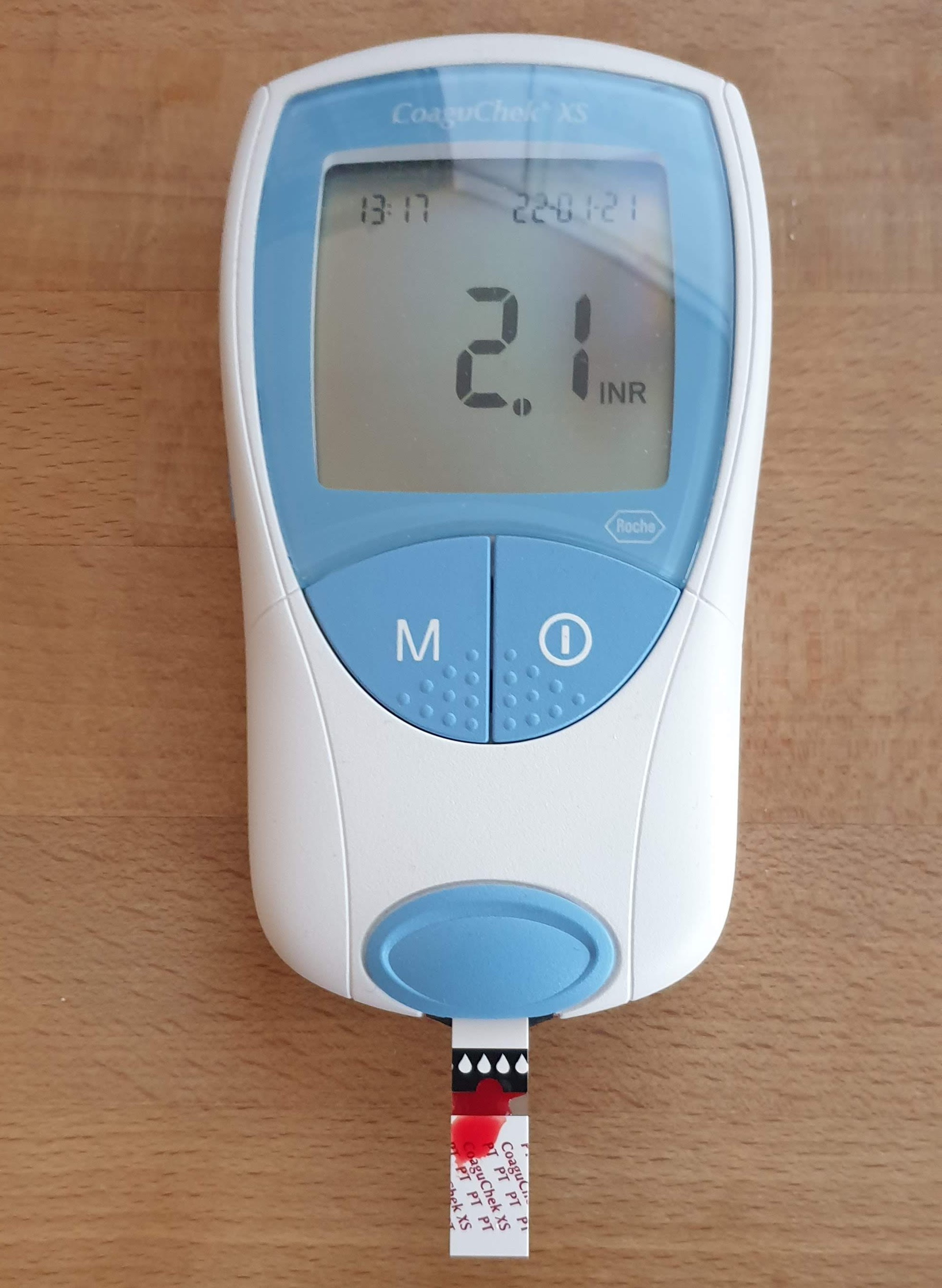
Messgerät Roche CoaguChek XS mit eingeführtem Messstreifen und erfolgter Blutmessung mit einem INR von 2,1

Zum Messen des INR-Wertes werden kleine, transportable und batteriebetriebene Messgeräte verwendet. Eine Einweisung durch medizinisches Fachpersonal ist Voraussetzung für die selbstständige Bedienung. Der Vorgang der Messung ist vergleichbar mit der Blutzuckermessung mit einem Blutzuckermessgerät. Auf einen Teststreifen wird ein Tropfen Kapillarblut aufgebracht. Für die Blutgewinnung wird die Haut mit einer Lanzette punktiert. Nach der Aufnahme des Blutes in das Messgerät wird in kurzer Zeit ein Messwert ermittelt und angezeigt.

## Medikamentendosierung
Anhand des gemessenen Wertes bestimmt der Patient eigenverantwortlich die Dosierung des gerinnungshemmenden Medikaments. Der INR-Zielbereich wird vom behandelnden Arzt festgelegt. Eine genaue Dokumentation sollte erfolgen.